# Francisco Mignone
Francisco Paulo Mignone (født 3. september 1897 i São Paulo, Brasilien - død 19. februar 1986 i Rio de Janeiro, Brasilien) var en brasiliansk komponist.
Mignone studerede komposition på Musikkonservatoriet i Sao Paulo, og på Musikkonservatoriet i Milano. Han var bla. lærer i harmonilærer og komposition på Musikkonservatoriet i Rio de Janeiro. Mignone har komponeret mange orkesterværker, hans mest kendte orkesterværk er en Sinfonia Tropical. Han har ligeledes skrevet 2 andre symfonier, en klaverkoncert, operaer, balletter og sange, og hører til Brasiliens ledende komponister.

## Udvalgte værker
- "Suite Brasiliera" (1937) - for orkester
- "Festa de Igrejas" (1942) - for orkester
- Klaverkoncert (1958) - for klaver og orkester
- Symfoni nr. 1 "do Trabalho" (1939) - for orkester
- Symfoni nr. 2 "Tropical" (1959) - for orkester
- Symfoni nr. 3 "Transamazonica" (1972) - for orkester
- Violinkoncert (1977) - for violin og orkester
- Klarinetkoncert (1980) - for klarinet og orkester
- "Valsas Brasileiras" (1963-1979) - for klaver